# 須賀神社 (野田市野田)
須賀神社（すかじんじゃ）は千葉県野田市の神社。

## 概略と沿革
1745年（延享2年）に創建された。野田下町区に鎮座。毎年7月に開催される『野田三ヶ町夏祭り』にて神輿年番が持ち回りで担ぐ神輿が此処に納められている。。
社殿は明治時代後期に建てられた土蔵造であったが、東日本大震災で損傷したため、2013年（平成25年）に改築された。
境内には、1823年（文政6年）に制作された猿田彦像があり、野田市の有形文化財に指定されている。また「つく舞」と呼ばれる舞がある事で知られており、千葉県の無形民俗文化財に指定されている。

## 交通アクセス
- 東武野田線野田市駅より徒歩10分。